# Аміньєвська (станція метро)
55°41′50″ пн. ш. 37°27′51″ сх. д. / 55.69722° пн. ш. 37.46417° сх. д.
Аміньєвська (рос. Аминьевская) — станція Великої кільцевої лінії Московського метрополітену. Розташована у районі Очаково-Матвіївське (ЗАО). Названа за однойменним шосе. Відкриття відбулося 7 грудня 2021 року у складі дільниці «Мньовники»— «Каховська»
.

## Конструкція
Трипрогінна мілкого закладення з однією острівною платформою.

## Колійний розвиток
Станція з колійним розвитком:
- тристрілочний оборотний тупик з боку станції «Давидково».
- до I колії з боку станції «Давидково» примикає одноколійна ССГ з електродепо «Аміньєвське».

## Пересадки
- залізничну платформу та платформу  Аміньєвська
- Автобуси: 11, с17, 42, 198, 205, 219, 325, 329, 459, 688, 807